# Championnats du monde de boxe amateur 1991
Navigation
Édition précédente Édition suivante
Les 6e championnats du monde de boxe amateur masculins se sont déroulés du 15 au 23 novembre 1991 à Sydney, Australie, sous l'égide de l'AIBA (Association Internationale de Boxe Amateur).

## Résultats

### Podiums
| Catégories                    | Or                    | Argent             | Bronze                           |
| Poids mi-mouches (-48 kg)     | Eric Griffin          | Rogelio Marcelo    | Nelson Dieppa Daniel Petrov      |
| Poids mouches (-51 kg)        | István Kovács         | Choi Chol-su       | Mustafa Hassan Julian Strogov    |
| Poids coqs (-54 kg)           | Serafim Todorov       | Enrique Carrión    | Vladislav Antonov Li Gwang-sik   |
| Poids plumes (-57 kg)         | Kirkor Kirkorov       | Park Duk-kyu       | Arnaldo Mesa Hocine Soltani      |
| Poids légers (-60 kg)         | Marco Rudolph         | Artur Grigoryan    | Vasile Nistor Justin Rowsell     |
| Poids super-légers (-63,5 kg) | Kostya Tszyu          | Vernon Forrest     | Candelario Duvergel Moses James  |
| Poids welters (-67 kg)        | Juan Hernández Sierra | Andreas Otto       | Stefan Scriggens Francisc Vastag |
| Poids super-welters (-71 kg)  | Juan Carlos Lemus     | Israel Akopkokhyan | Ole Klemetsen Torsten Schmitz    |
| Poids moyens (-75 kg)         | Tommaso Russo         | Aleksandr Lebziak  | Ramón Garbey Chris Johnson       |
| Poids mi-lourds (-81 kg)      | Torsten May           | Andrey Kurniavka   | Dale Brown Mehmet Gürgen         |
| Poids lourds (-91 kg)         | Félix Savón           | Arnold Vanderlijde | Sung Bae-choe David Tua          |
| Poids super-lourds (+91 kg)   | Roberto Balado        | Svilen Rusinov     | Yevgeniy Belousov Larry Donald   |

### Tableau des médailles
| Place | Pays              | Médaille d'or, monde | Médaille d'argent, monde | Médaille de bronze, monde | Total |
| ----- | ----------------- | -------------------- | ------------------------ | ------------------------- | ----- |
| 1     | Cuba              | 4                    | 2                        | 3                         | 9     |
| 2     | Bulgarie          | 2                    | 1                        | 2                         | 5     |
| 3     | Allemagne         | 2                    | 1                        | 1                         | 4     |
| 4     | Union soviétique  | 1                    | 4                        | 2                         | 7     |
| 5     | États-Unis        | 1                    | 1                        | 1                         | 3     |
| 6     | Hongrie           | 1                    | 0                        | 0                         | 1     |
| 6     | Italie            | 1                    | 0                        | 0                         | 1     |
| 8     | Corée du Nord     | 0                    | 1                        | 1                         | 2     |
| 8     | Corée du Sud      | 0                    | 1                        | 1                         | 2     |
| 10    | Pays-Bas          | 0                    | 1                        | 0                         | 1     |
| 11    | Australie         | 0                    | 0                        | 2                         | 2     |
| 11    | Canada            | 0                    | 0                        | 2                         | 2     |
| 11    | Roumanie          | 0                    | 0                        | 2                         | 2     |
| 14    | Algérie           | 0                    | 0                        | 1                         | 1     |
| 14    | Égypte            | 0                    | 0                        | 1                         | 1     |
| 14    | Nigeria           | 0                    | 0                        | 1                         | 1     |
| 14    | Norvège           | 0                    | 0                        | 1                         | 1     |
| 14    | Nouvelle-Zélande  | 0                    | 0                        | 1                         | 1     |
| 14    | Porto Rico        | 0                    | 0                        | 1                         | 1     |
| 14    | Turquie           | 0                    | 0                        | 1                         | 1     |
| Total | 20 pays médaillés | 12                   | 12                       | 24                        | 48    |